# Mandibularca resinus
Mandibularca resinus је зракоперка из реда Cypriniformes. 

## Угроженост
Ова врста је крајње угрожена и у великој опасности од изумирања.

## Распрострањење
Филипини су једино познато природно станиште врсте.

## Станиште
Станиште врсте су слатководна подручја.